# Rue Gambetta (Nantes)
Pour les articles homonymes, voir Rue Gambetta.
La rue Gambetta est une rue de Nantes, en France.

## Situation et accès
Située dans le quartier Malakoff - Saint-Donatien, elle débute rue de Coulmiers et se termine place Maréchal-Foch. 

## Origine du nom
Elle rend hommage à Léon Gambetta (1838-1882) homme politique français républicain, membre du Gouvernement de la Défense nationale en 1870, président de la Chambre des députés de 1879 à 1881, puis président du conseil et ministre des Affaires étrangères de 1881 à 1882.

## Historique
La rue actuelle, baptisée « rue Gambetta » en 1884, commence à l'ouest, après l'ancienne motte Saint-Pierre. Il s'agit donc d'un secteur se trouvant à l'extérieur des remparts, qui, à l'est de la ville, gardent le même emplacement, de l'Antiquité au XVIIIe siècle. La zone la plus ancienne de la rue se situe au sud du faubourg Saint-Clément.
Le collège des oratoriens est édifié, à la limite de la zone non constructible imposée par l'autorité militaire dans le cadre de la préservation du caractère défensif des remparts de la ville. En 1632, des religieuses, les Visitandines, s'installent dans la propriété de la Mironnerie, et y fondent le couvent de la Visitation. Un chemin conduit vers la ville intra-muros via la porte Saint-Pierre.
Au Moyen Âge, l'évêque de Nantes disposait de vignes et de chais dans une propriété située au sud de la partie centrale de l'actuelle rue Gambetta. Le vin y étant mis en bouteille, le site prend le nom de Bouteillerie. Vendu par l'évêque Daniel en 1320, le terrain a appartenu en 1523 à la famille de la marquise de Sévigné, en 1554 à Christophe Vavasseur, puis à la famille de Coutances. Les Chartreux l'acquièrent au XVIIe siècle.
Lorsque Jean-Baptiste Ceineray procède aux vastes chantiers de transformation de la ville à la fin du XVIIIe siècle, il conçoit un plan, achevé en 1763, pour l'ensemble des cours Saint-Pierre et Saint-André. Au centre se trouve la place d'Armes (actuelle Place Maréchal-Foch), que l'architecte organise selon un plan de symétrie. Pour la respecter, il trace un coude faisant déboucher la future rue Gambetta selon l'angle observé par la route de Paris, qui fait face à celle de l'Évêché. Au nord-ouest de la place, Ceineray dessine une rue qui, faute d'utilité, devient une impasse n'ayant d'autre but que d'offrir un prolongement à la « petite rue Traversière », amorce de la future « rue Gambetta ».
En 1774, sur arrêt du Conseil d'État du Roi, la propriété de la Bouteillerie est achetée par les paroisses de Saint-Clément, Sainte-Croix, Saint-Denis, Saint-Laurent, Saint-Léonard, Sainte-Radegonde, Saint-Vincent et la collégiale Notre-Dame pour en faire leur cimetière commun, le cimetière du Grand-Brigandin, qui prend plus tard le nom de cimetière La Bouteillerie.
Après la Révolution, les bâtiments religieux sont transformés en casernes. En 1806, le préfet Belleville définit les contours du jardin des plantes, qui a pour limite nord la « petite rue du Jardin des plantes » (dont la rue Gambetta ne reprend pas le tracé). Sur un plan de 1836, la rue accédant à la place Louis-XVI (« Place Maréchal-Foch ») est appelée « petite rue Traversière », et ne mesure que quelques dizaines de mètres. Plus loin à l'est, la rue du jardin des plantes, qui longe le nord de ce dernier, rejoint la rue Guillaume-Grou, qui va jusqu'à la rue de la Bouteillerie. L'ensemble de ces rues n'est pas régulier, et forme plusieurs angles.
En 1842, on construit dans l'enclos du couvent de la Visitation, une caserne qui sera baptisée « caserne Bedeau » en l'honneur du général Alphonse Bedeau, natif de Vertou, et qui s'illustra durant la conquête de l'Algérie. Cette caserne abritera un régiment d'infanterie jusqu'à son déménagement dans la « caserne Cambronne » vers les années 1880.
En 1875, le percement de la rue entre la « place du Jardin-des-Plantes » (aujourd'hui place Sophie-Trébuchet) et la rue de Coulmiers est projeté. Cette portion de rue est alors dénommée « rue Grou ». Puis, en 1880, le tracé rejoint la place Louis-XVI. La rue, dont la création, réalisée en 1884, a pour but un meilleur accès au cimetière de La Bouteillerie et aux casernes Richemond et Lamoricière (quartier des Dragons et des Équipages) traverse la caserne d'infanterie, longe le cimetière, et le sud des propriétés de l'hospice des Incurables et la maison des Enfants trouvés. Cette percée conduit à un alignement de l'ensemble des parcelles pour former une voie rectiligne, à l'exception de l'angle de l'extrémité ouest de la voie, en raison de la contrainte de symétrie de la place Louis-XVI. La rue prend alors son nom définitif.
Entre 1893 et 1900, le bâtiment du musée des beaux-arts est édifié. Sa façade donne « rue du Lycée » (future rue Georges-Clemenceau), tandis qu'au nord il borde la rue Gambetta.
En 1908, la commune de Doulon est annexée à Nantes. Une rue de Doulon porte le nom de « rue Gambetta » ; afin d'éviter ce doublon, la rue de la commune rattachée est baptisée rue Berthelot.
En 1913, huit ans après la promulgation de la loi de séparation des Églises et de l'État, les sapeurs-pompiers cantonnée auparavant dans l'ancien collège de l'Oratoire, séparé du couvent de la Visitation part la rue Dugast-Matifeux, s'installent dans l'ancien couvent des Ursulines, qu'ils rebaptisent « caserne Gouzé » en hommage à leur premier commandant.
Au centre des bâtiments de l'ancien collège de l'Oratoire, sera construit en 1921 un pavillon baptisé « Pavillon Desgrée du Lou ». Cet ensemble abrita par la suite le siège de la 33e division militaire territoriale (DMT), puis le bureau local du Centre d'Information et de Recrutement des Forces Armées (CIRFA).
En 1957, la partie est de la rue, à partir de la rue de Coulmiers, devient une rue à part entière, baptisée rue du 3e-Dragons.

## Bâtiments remarquables et lieux de mémoire
Partant de la place Maréchal-Foch, la rue commence encadrée de deux immeubles :
- le côté nord occupé par l'hôtel de Charette ;
- le côté sud de l'hôtel Pépin de Bellisle inscrit au titre des monuments historiques par arrêté de 1957[16], dont la cour intérieure et la façade donnant sur la rue Gambetta ont fait l'objet d'une restauration entre 2002 et 2005[17].

Plus loin dans la rue :
- au no 108 de la rue se trouve le couvent de la Visitation[18], dont le cloître, qui forme, avec la porte d'entrée, les éléments du site inscrits au titre des monuments historiques le 21 décembre 1925[19] ;
- au no 110, l'ancien collège de l'Oratoire et le pavillon Desgrées du Loû en son centre, font l'objet, au début des années 2010, d'un programme de réhabilitation baptisé «  Le carré Vert » abritant 45 logements[20] ;
- en face du no 110, le musée des beaux-arts de Nantes construit en 1893.

## Voies latérales secondaires

### Avenue Masséna
Voie en impasse d'une trentaine de mètres de longueur, dont le nom évoque le célèbre maréchal d'empire.

### Avenue Mich
Voie en impasse d'une cinquantaine de mètres de longueur, dont le nom évoque l'affichiste et caricaturiste Mich.

### Avenue Thébaud
Voie en impasse d'une trentaine de mètres de longueur.

## Coordonnées des lieux mentionnés
1. ↑  Avenue Masséna : 47° 12′ 55″ N, 1° 32′ 22″ O.
2. ↑  Avenue Mich : 47° 13′ 24″ N, 1° 32′ 23″ O.
3. ↑  Avenue Thébaud : 47° 13′ 24″ N, 1° 32′ 24″ O.